# ۹۰۰ (اسکیت برد)
۹۰۰ یک چرخش هوایی دو و نیم دور (۹۰۰ درجه) است که بر روی رمپ اسکیت بورد انجام می‌شود. اسکیت‌سوار در حالی که در هوا قرار دارد، دو و نیم بار به دور محور طولی خود می‌چرخد و به این ترتیب هنگام فرود، به سمت پایین قرار می‌گیرد. این حرکت به عنوان یکی از تکنیکی‌ترین حرکات اسکیت بوردینگ شناخته می‌شود.

## اجرای تونی هاوک
در ۲۷ ژوئن ۱۹۹۹، تونی هاوک، یکی از موفق‌ترین اسکیت‌سواران حرفه‌ای در جهان، موفق به انجام حرکت ۹۰۰ در مسابقات ایکس گیمز شد، او ابن حرکت را پس از ده تلاش ناموفق انجام داد. در واقع زمان مقرر او برای انجام حرکاتس گذشته بود، اما همان‌طور که یکی از گزارشگران گفت، «ما قوانین را در حین پیشرفت تغییر می‌دهیم. بیایید به او یک شانس دیگر بدهیم.» با این حال سایر اسکیت‌سواران اعتراض کردند، اما هاوک به تلاش خود ادامه داد. هاوک دو بار روی تخته خود فرود آمد، اما تخته از زیر او سُر خورد. وقتی او در نهایت حرکت را کامل کرد، دست‌هایش به حالت چرخش درآمد و دستش به‌طور خفیفی به رمپ برخورد کرد اما با این حال حرکت را برای اولین بار انجام داده بود. او در کتابش، حرکت ۹۰۰ را آخرین مورد در فهرست آرزوهای خود نوشته بود. او یک دهه قبل نوشته بود که می‌خواهد چنین حرکتی را انجام دهد. سایر حرکات موجود در فهرست آرزوهای او شامل اوْلی ۵۴۰، کیک‌فلیپ ۵۴۰ و واریال ۷۲۰ بودند. در یک مصاحبه در سال ۱۹۹۹، هاوک گفت که او «هیچ تمایلی به چرخش بیشتر از این ۹۰۰درجه» ندارد. او موفق شد این حرکت را در طی مصاحبه‌های مطبوعاتی برای ساخت بازی ویدیویی Tony Hawk: Ride و در رویداد «Tony Hawk: RIDE Presents Stand Up for Skate Parks» بار دیگر انجام دهد. در سال ۲۰۱۱، هاوک بار دیگر موفق به انجام حرکت ۹۰۰ شد و ویدیوی آن را از طریق حساب توییتر خود منتشر کرد و گفت، «من ۴۳ ساله‌ام و امروز یک حرکت ۹۰۰ دیگر را انجام دادم.» در ۲۷ ژوئن ۲۰۱۶، هاوک دوباره موفق به انجام این حرکت شد.

## پیش از هاوک
نظرات مختلفی دربارهٔ حرکات ۹۰۰ پیش از سال ۱۹۹۹ وجود دارد. برجسته‌ترین این نظرات، فردی است که ادعا می‌کند دنی وی در سال ۱۹۸۹ حرکت ۹۰۰ را انجام داده و این حرکت در یک فیلم اولیه در کوهستان‌های سانتا کروز ثبت شده است. در سال ۱۹۹۹، تونی هاوک گفت:
"خوب، او این حرکت را در ویدیویی که تقریبا ۱۰ سال پیش ثبت شده است انجام داده است. او تقریبا توانست آن حرکت را انجام دهد، اما کاملا موفق نشد. او به‌طور قابل توجهی نزدیک بود، اما ویدیو قبل از اینکه او بیافتد قطع شده است؛ بنابراین ممکن است برخی از مردم را دچار اشتباه کرده باشد. فقط چهار نفر هستند که توانسته‌اند به‌طور کامل بچرخند و او یکی از آنهاست."

## فرودهای موفق

### روی رمپ عمودی
1. تونی هاوک، ۲۷ ژوئن ۱۹۹۹، X Games V، سان فرانسیسکو، کالیفرنیا، ایالات متحده[۷]
2. جورجیو زاتونی، آوریل ۲۰۰۴، Marianna HC، راونا، ایتالیا[۸]
3. سندرو دیاس، مه ۲۰۰۴، Latin X-Games، ریو د ژانیرو، برزیل[۹]
4. الکس پریلسون، ژوئیه ۲۰۰۹، Maloof Money Cup، کستا مسا، کالیفرنیا، ایالات متحده[۱۰][۱۱]
5. الیوت اسلوان، ۲ اکتبر ۲۰۱۱، اولین ۹۰۰ با tailgrab, Maloof Money Cup، آفریقای جنوبی[۱۲]
6. زاک روز، آوریل ۲۰۱۲ در Rye Airfield، نیوهمپشایر، ایالات متحده[۱۳]
7. تاس پاپاس، آوریل ۲۰۱۴، Megaranch، ملبورن، استرالیا[۱۴][۱۵]
8. آشر برادشا، ۲۳ مه ۲۰۱۴، روی رمپ در Woodward West در تاهچاپی، کالیفرنیا، در سن ۱۰ سالگی[۱۶][۱۷]
9. گوی کوری، ۲۰۱۷، جوان‌ترین فردی که موفق به انجام ۹۰۰ شد (در سن هشت سالگی)[۱۸]
10. اما کاواکامی، اوت ۲۰۲۲، جوان‌ترین فردی که موفق به انجام ۹۰۰ شد (در سن هفت سالگی)[۱۹]
11. اریسا ترو، ۲۹ مه ۲۰۲۴، اولین زن اسکیت‌سوار که موفق به انجام ۹۰۰ شد.[۲۰][۲۱][۲۲]

## سایر ورزش‌ها
اجرای ترفند ۹۰۰ با دوچرخه بی‌ام‌ایکس، اسکی، اسنوبرد، اسکیت‌های اینلاین و اسکوتر نیز ممکن است. مات هافمن، دوچرخه‌سوار بی‌ام‌ایکس، اولین کسی بود که موفق به اجرای ۹۰۰ در یک مسابقه در کانادا در سال ۱۹۸۹ شد. در سال ۲۰۰۲ در مسابقات ایکس گیمز، هافمن این ترفند را به مرحله‌ای جدید برد و موفق به اجرای ۹۰۰ بدون استفاده از دست‌ها شد. این نوع خاص از حرکت ۹۰۰، ترفند امضا شده سایمون تابران، دوچرخه‌سوار بی‌ام‌ایکس است. در سال ۲۰۰۷ در ایکس گیمز، سایمون تابران اولین ۹۰۰های متوالی را با دوچرخه اجرا کرد.
به دلیل اینکه تجهیزات اسنوبردسواران، اسکی‌بازان و اسکیت‌سواران به پای آن‌ها متصل است، ترفند ۹۰۰ برای حرفه‌ای‌های این ورزش‌ها به عنوان یک ترفند دشوار در نظر گرفته نمی‌شود و به به‌طور متداول اجرا می‌شود. چرخش‌های ۱۶۲۰ درجه و ۱۸۰۰ درجه بر روی اسکی‌ها انجام شده است، چرخش ۱۶۲۰ درجه بر روی اسنوبرد و همچنین بر روی اسکیت‌های اینلاین انجام شده است، و چرخش ۱۰۸۰ درجه بر روی دوچرخه بی‌ام‌ایکس و بر روی اسکوتر که نشان دهنده آن است که حرکت ۹۰۰ برای این حرفه‌ها به راحتی قابل انجام‌اند.